# Noctua iago
Noctua iago là một loài bướm đêm trong họ Noctuidae.